# Paroisse de Maugerville
La paroisse de Maugerville (prononciation en français : [moʒevil], en anglais : [ˈmeɪdʒərvɪl]) est à la fois une paroisse civile et un ancien district de services locaux (DSL) canadien du comté de Sunbury, située au sud du Nouveau-Brunswick. Elle comprend l'autorité taxatrice de Maugerville Intérieur. Dans le cadre de la réforme de la gouvernance locale du 1er janvier 2023, le DSL a été annexé au district rural de la Région-de-la-capitale.

## Toponyme
Maugerville est nommé ainsi en l'honneur de Joshua Mauger, qui fut marchand à Halifax de 1749 à 1761 puis agent commercial de la Nouvelle-Écosse en Angleterre. Il fut le premier à recevoir une terre dans la paroisse. Le nom est épelé Majorville sur une carte de 1816. Auparavant, la paroisse s'appelait Peabody, en l'honneur de Francis Peabody, patriarche des colons en 1762.
Le hameau de Carlow a porté le nom de Maxwell a sa fondation.

## Géographie

### Situation
La paroisse de Maugerville se trouve dans le comté de Sunbury, à 24 kilomètres de route au sud-est de Fredericton et à 93 km au nord-ouest de Saint-Jean. La paroisse est bordée au sud par le fleuve Saint-Jean.
Le DSL de Noonan est presque enclavé au sud-ouest du territoire. À part ce DSL, la paroisse de Maugerville est limitrophe de la paroisse Saint Marys à l'ouest, d'Upper Miramichi au nord-ouest, de la paroisse de Blissfield au nord, de la paroisse de Northfield au nord-est et de la paroisse de Sheffield à l'est. Au sud, sur la rive opposée du fleuve, s'étendent d'ouest en est Fredericton, la paroisse de Lincoln, Oromocto, Oromocto 26 et la paroisse de Burton.

### Hameaux et lieux-dits
La paroisse comprend les hameaux de Maugerville et d'Upper Maugerville.

## Histoire
Freneuse est fondé vers 1684 et devient rapidement le plus important village de la vallée du fleuve Saint-Jean. Nommé d'après son propriétaire, Mathieu d'Amours de Freneuse, le village compte 36 habitants en 1696. Le village est vraisemblablement abandonné après 1700. L'établissement était situé précisément face à l'embouchure de la rivière Oromocto mais aucune trace n'en subsiste. Selon William Francis Ganong, il y avait probablement des établissements acadiens aux alentours.
Maugerville est fondé en 1763 ou 1764 par une cinquantaine de familles Planters, des colons anglo-protestants, du comté d'Essex au Massachusetts,. C'est en fait la première localité anglophone fondée dans la vallée du fleuve Saint-Jean, après la Déportation des Acadiens. La localité est d'ailleurs nommée en l'honneur de Joshua Mauger, qui aide les premiers habitants à s'établir. La population supporte la Guerre d'indépendance américaine et certains habitants participent à l'attaque du fort Beauséjour, en 1776. Après la guerre, les Loyalistes s'établissent dans la colonie et la province du Nouveau-Brunswick est séparée de la Nouvelle-Écosse en 1784. Les Loyalistes se méfient des Planters; la localité, constituée en 1786, est pour cette raison séparée en deux paroisses, Maugerville au nord et Sheffield au sud.
En 1785, une crue anormalement forte inonde la plupart des terres au bord du fleuve. Lors de l'embâcle de glace d'avril 1789, le mur de glace fait 40 pieds (12 mètres) de haut à Maugerville. L'inondation de 1799 retarde la plantation.
En 1825, le territoire est touché par les Grands feux de la Miramichi, qui dévastent entre 10 000 km2 et 20 000 km2 dans le centre et le nord-est de la province et tuent en tout plus de 280 personnes,.
Au cours du XIXe siècle, l'économie prospère grâce au commerce de bois servant à la construction navale ainsi qu'à la culture des platins, flats en anglais, ces étendues de terres inondables. Le fleuve n'étant plus utilisé pour la navigation commerciale, l'économie repose désormais uniquement sur l'agriculture. De nombreuses personnes originaires de Maugerville se sont établis ailleurs dans la vallée, notamment à Fredericton et Saint-Jean.
La municipalité du comté de Sunbury est dissoute en 1966. La paroisse de Maugerville devient un district de services locaux en 1967.

## Démographie
| 2001  | 2006  | 2011  | 2016  |
| ----- | ----- | ----- | ----- |
| 1 730 | 1 715 | 1 776 | 1 831 |

## Économie
Entreprise Central NB, membre du Réseau Entreprise, a la responsabilité du développement économique.

## Administration

### Commission de services régionaux
La paroisse de Maugerville fait partie de la Région 11, une commission de services régionaux (CSR) devant commencer officiellement ses activités le 1er janvier 2013. Contrairement aux municipalités, les DSL sont représentés au conseil par un nombre de représentants proportionnel à leur population et leur assiette fiscale. Ces représentants sont élus par les présidents des DSL mais sont nommés par le gouvernement s'il n'y a pas assez de présidents en fonction. Les services obligatoirement offerts par les CSR sont l'aménagement régional, l'aménagement local dans le cas des DSL, la gestion des déchets solides, la planification des mesures d'urgence ainsi que la collaboration en matière de services de police, la planification et le partage des coûts des infrastructures régionales de sport, de loisirs et de culture; d'autres services pourraient s'ajouter à cette liste.

### Chronologie municipale

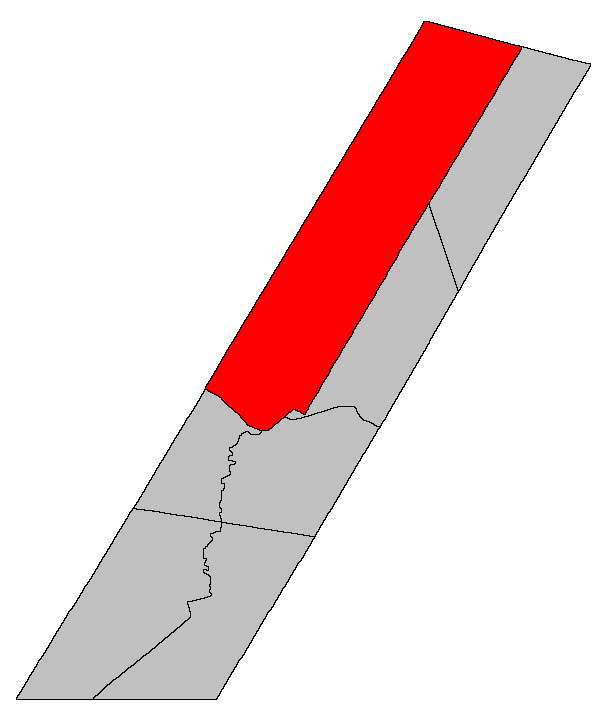
Situation sur une carte des paroisses civiles du comté de Sunbury (certains DSL et municipalités ne sont donc pas montrés).

### Représentation et tendances politiques
Nouveau-Brunswick: Maugerville fait partie de la circonscription provinciale de Fredericton-Fort Nashwaak, qui est représentée à l'Assemblée législative du Nouveau-Brunswick par Pam Lynch, du Parti progressiste-conservateur. Elle fut élue lors de l'élection de 2010.
 Canada: Maugerville fait partie de la circonscription fédérale de Fredericton. Cette circonscription est représentée à la Chambre des communes du Canada par Keith Ashfield, du Parti conservateur.

## Vivre dans la paroisse de Maugerville
Le DSL est inclus dans le territoire du sous-district 10 du district scolaire Francophone Sud. Les écoles francophones les plus proches sont à Fredericton et Oromocto alors que les établissements d'enseignement supérieurs les plus proches sont dans le Grand Moncton.
L'église Christ Church de Maugerville est une église anglicane.
Le bureau de poste et le détachement de la Gendarmerie royale du Canada le plus proche est à Oromocto.
Les quotidiens anglophones sont le Telegraph-Journal, publié à Saint-Jean, et The Daily Gleaner, de Fredericton. Les francophones bénéficient quant à eux du quotidien L'Acadie nouvelle, publié à Caraquet et de l'hebdomadaire L'Étoile, de Dieppe.

## Culture

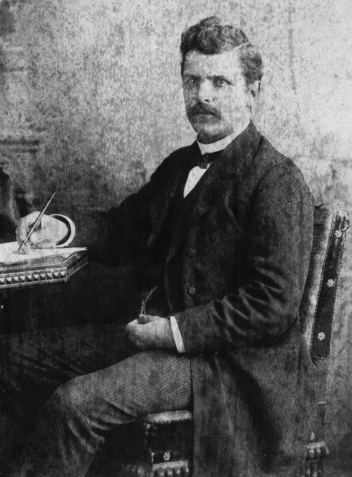
Henry Robert Emmerson

### Personnalités
- David Burpe (1752-1845), fermier, juge de paix, juge et fonctionnaire, mort à Maugerville ;
- Henry Emmerson (1853 - 1914), premier ministre du Nouveau-Brunswick, né à Maugerville ;
- Elijah Miles (1753-1831), marchand, fermier, officier, homme politique, juge de paix et juge, mort à Maugerville ;
- Frederick William Miles (1806-1842), prêtre et administrateur scolaire, né à Maugerville ;
- Israel Perley (1738-1813), meunier, fonctionnaire et arpenteur, mort à Maugerville.

### Architecture et monuments
La station expérimentale forestière Acadia est un site historique provincial.
Il y a une attraction de bord de route à Maugerville, le long de la route 105: une sculpture représentant une patate.